# 天平-Tempei
天平（てんぺい、1986年9月10日 - ）は、愛知県出身。世界で活躍するジャグラー。

## 受賞歴
- 2005 年12月 ラスベガス World Juggling Federation 3Ball competition にて準優勝
- 2006年 7月 アイルランド European Juggling Convention ナンバーズ競技会 にてアジア人初の優勝
- 2006年 10月 日本 Japan Juggling Festival デュアルプロペラエンデュアランスにて優勝
- 2009年 5月 アメリカ International Juggler's Association 2009 Prop Competition デビルスティックにて優勝
- 2009年 11月 日本 第二回大道芸ジャパンカップIN弘法市2009にて準優勝
- 2011年 1月 フランス Cirque de demain（別名Tomorrow's Circus）にて日本人初出場、初受賞
  - Prix SPECIAUX JURY（審査員特別賞）
  - Prix TELMONDS（フランス・イタリア共通のテレビ局賞）
  - Trophée GRAND CIRQUE D'ETAT DE SAINT PETERSBOURG（ロシアのサーカスの特別賞）
- 2011年 11月 日本静岡大道芸ワールドカップ2011 ジャパンカップ部門にて優勝

## 日本記録
- 2デビルスティックプロペラにて 3位 20分45秒( JJF2007 / 2007-09-24 )
- 5クラブカスケード（秒）にて2 位 4分41秒 ( JJF2007 / 2007-09-24 )

## JJF（Japan Juggling Festival）
- 2006年 東京
  - 5クラブカスケード 2位 1分22秒 デュアルプロペラ 1位 17分17秒
  - 7ボールカスケード 2位 122キャッチ コンバット 予選通過
- 2007年 静岡 クラブコンバット優勝
- 2008年 神戸 クラブコンバット準優勝

## 海外公演歴
- 2000年
  - 戦争孤児施設のチャリティイベントにて出演（スリランカ）
- 2001年
  - 福建省 （中国）
- 2005年
  - European Juggling Convention（スロヴァニア）
  - World Juggling Day （イギリス）出演
  - Green Festival （イギリス）ゲスト出演
  - Romana Juggling Convention （イタリア）ゲスト出演
  - Durham Juggling Convention （イギリス）ゲスト出演
  - London Juggling Convention （イギリス）ゲスト出演
  - Leeds Juggling Convention （イギリス）ゲスト出演
  - World Juggling Federation （ラスベガス）出場・銀メダル獲得
  - Norwich チャリティイベント （イギリス）ゲスト出演
- 2006年
  - Scottish Juggling Convention (スコットランド)ゲスト出演
  - BallRing Convention （イギリス）ゲスト出演
  - York Juggling Convention （イギリス）ゲスト出演
  - Nottingham Juggling Convention（イギリス）ゲスト出演
  - British Juggling Convention （イギリス）ゲスト出演
  - Kolonevention （ドイツ）ナイトショー出演
  - Scarborough Unicycle Convention（イギリス）ゲスト出演
  - Birmingham Juggling Convention （イギリス）ゲスト出演
  - Passe Passe in Paris （フランス）ゲスト出演
  - European Juggling Conventon （アイルランド）ゲスト出演
- 2007年
  - Israel Juggling Convention （イスラエル）ゲスト出演
  - British Juggling Convention （イギリス）ゲスト出演
  - Montreal Comedy Festival （カナダ）
  - Finnish Diabolo Convention （フィンランド）ゲスト出演
- 2008年
  - Israel Juggling Convention （イスラエル）ゲスト出演
  - British Juggling Convention （イギリス）ゲスト出演
  - Montreal Comedy Festival （カナダ）
  - Finnish Diabolo Convention （フィンランド）ゲスト出演
- 2009年
  - Sydney Juggling Conventin （オーストラリア）ゲスト出演
  - International Juggler's Association (アメリカ)
  - Busan International Magic Festival （韓国）ゲスト出演
  - British Juggling Convention （イギリス）ゲスト出演
- 2010年
  - Sydney Juggling Conventin （オーストラリア）ゲスト出演
  - European Juggling Conventon （フィンランド）ゲスト出演
- 2011年
  - Cirque De Demain（フランス）3部門受賞
  - Circus Circus hotel（ラスベガス）ゲスト出演
  - Bangkok International Motor show（タイ）
  - TEATRO CIRCO PRICE（スペイン）ゲスト出演